# Матвеевская улица
Матве́евская у́лица — улица в районе Очаково-Матвеевское Западного административного округа города Москвы. Одна из пяти улиц бывшего микрорайона Матвеевское (до 1997 года). Расположена между Веерной и Нежинской улицами.
Начинается в центре района, от Веерной улицы, плавной дугой идёт южнее и чуть западнее, заканчивается переходом в Нежинскую улицу.

## Примыкающие улицы
С севера к Матвеевской улице примыкает Веерная улица, с юго-запада — Нежинская улица.

## Происхождение названия
Названа в 1967 году по расположению на месте, где была деревня Матвеевское.

## Транспорт

### Ближайшие станции метро
- Аминьевская — на одноимённом шоссе с примыканием к Очаковскому шоссе, рядом с путями Киевского направления МЖД, на месте строительного рынка «Феникс».

### Железнодорожный транспорт
В начале улицы находится платформа Матвеевское электропоездов Киевского направления МЖД, а ближе к середине улицы находится платформа Аминьевская Киевского направления МЖД.

### Автобус
По улице проходят автобусы:
| 77:  | Матвеевское • Матвеевская • Давыдково • Славянский бульвар                                               |
| 107: | Филёвский парк • Матвеевская                                                                             |
| 198: | |
| 219: | Матвеевское • Матвеевская • Аминьевская • Юго-Западная                                                   |
| 236: | Матвеевское • Матвеевская • Давыдково • Кунцевская • Кунцевская • Молодогвардейская улица — МКАД         |
| 260: | Матвеевское • Матвеевская • Минская • Ломоносовский проспект • Университет                               |
| 325: | Ломоносовский проспект • Раменки • Мичуринский проспект • Аминьевская • Матвеевская • Славянский бульвар |
| 329: | Тропарёво • Юго-Западная • Озёрная • Аминьевская • Матвеевская • Славянский бульвар • Давыдково          |
| 641: | Аминьевская • Славянский бульвар • Кременчугская улица                                                   |

«→» — остановки проходятся только при движении в прямом направлении; «←» — остановки проходятся только при движении в обратном направлении.
- На улице расположены автобусные остановки:
  -  Матвеевская (МЦД)
  - Матвеевская улица, 10
  - Матвеевская улица, 20
  - Матвеевская улица, 26
  - Матвеевская улица, 36
  - Матвеевская улица, 42
  - Матвеевская улица

## Инфраструктура
На Матвеевской улице расположены 5 детских садов (№№ 666, 672, 677, 870, 2158); 2 учебных корпуса «Школы № 814» (УК 3 — бывш. № 42 и УК 4 — бывш. № 914); подростково-молодёжный центр «Диалог»; ДК «Гагаринец»; отделение связи; отделение Сбербанка РФ; ТЦ «Тук-Тук»; ТЦ «Матвеевское»; большое количество магазинов, аптек, предприятий питания и бытового обслуживания.